# Samuel Ndhlovu
Pour les articles homonymes, voir Ndhlovu.
Samuel Ndhlovu (né le 27 septembre 1937 à Luanshya à l'époque en Rhodésie du Nord et aujourd'hui en Zambie, et mort le 10 octobre 2001 à Mufulira) est un joueur de football international zambien, qui évoluait au poste d'attaquant, avant de devenir ensuite entraîneur.

## Biographie

### Carrière de joueur

#### Carrière en club
Avec le club de Mufulira Wanderers, il remporte cinq championnats de Zambie et sept Coupes de Zambie.

#### Carrière en sélection
Avec l'équipe de Zambie, il joue 19 matchs (pour 8 buts inscrits) entre 1964 et 1969[réf. nécessaire].

### Carrière d'entraîneur
Il dirige l'équipe de Zambie lors des Jeux olympiques d'été de 1988 organisés à Séoul, puis lors de la Coupe d'Afrique des nations 1990, et enfin lors de la Coupe d'Afrique des nations 1992.
La sélection zambienne se classe troisième de la Coupe d'Afrique des nations en 1990.

## Palmarès

### Palmarès de joueur
Mufulira Wanderers
- Championnat de Zambie (5) :
  - Champion : 1963, 1965, 1966, 1967 et 1969.

- Coupe de Zambie (7) :
  - Vainqueur : 1965, 1966, 1968, 1971, 1973, 1974 et 1975.

### Palmarès d'entraîneur
| Mufulira Wanderers - Championnat de Zambie (3) : - Champion : 1966, 1967 et 1969. - Coupe de Zambie (3) : - Vainqueur : 1966, 1968 et 1971. |  | LCS Gunners - Championnat du Botswana (1) : - Champion : 1994. - Coupe du Botswana : - Finaliste : 1994. |